# Johann Georg Nußbaumer
Johann Georg Nußbaumer (* 31. Dezember 1794 in Dobritschan bei Saaz, Böhmen; † 24. Januar 1854 in Plaß, Westböhmen) war ein Oberforstmeister des Fürsten Klemens Wenzel Lothar von Metternich.

## Leben
Als Absolvent des Gymnasiums in Jitschin studierte Nußbaumer am polytechnischen Institut in Prag und wurde im Jahre 1818 als böhmischer Landvermesser vereidigt. Er war im Jahr 1820 als Oberförster in der Czerninschen Herrschaft Adersbach in Nordostböhmen und 1825 in der Herrschaft Dymokur tätig. Nach dem Jahr 1836 zunächst Forstmeister, danach Oberforstmeister der Fürst Metternichschen Domäne Plaß (Plasy) und Königswart in Westböhmen mit anerkannter forstwirtschaftlicher Tätigkeit des Waldfeldbaus und der Durchforstungen. Johann Georg Nußbaumer ließ die Eichen- und Lindenalleen in Plaß (Plasy) und in der Umgebung des Ortes pflanzen.
Nußbaumer war Gründungsmitglied des böhmischen Forstvereins, Gründer eines Unterstützungsvereins für Forstarbeiter, Mitglied der k.k. Patriotisch-Ökonomischen Gesellschaft in Prag und Gründer der von 1828 bis 1834 bestehenden Forstschule in Plaß. Er befasste sich mit dem schadenbringenden Vorkommen des Borkenkäfers in den herrschaftlichen Wäldern. Nußbaumer war Verfasser von Fachabhandlungen und des Lehrbuches „Populäre Anteilung zu Biermanns Kulturverfahren“, erschienen 1854, und Vizepräsident des böhmischen Forstvereins.

## Werke (Auswahl)
- Brouillon-Charte über den Gröninger Benzenhard und Dünkbühler Wald (1817)
- Herrschaft Groningen. Brouillon-Charte über den Weegstädter oder Rappenkohlwald (1817)[2]

## Familie
Johann Georg Nußbaumer war ein Sohn des Anton Nußbaumer (* 1759, † Plaß am 11. Mai 1832), Direktor der Herrschaft Dymokur, und seiner Ehefrau Josephine, geborene Tetschner, († nach 1830), Tochter eines Brauers in Smetschna bei Schlan (Slaný) in Böhmen.
Georg Nußbaumer war verheiratet mit Charitas Theresia Barbara Ebenhöch (* 18. Oktober 1797 in Prag, Pfarrei Sankt Niklas), Tochter des Joseph Wenzeslaus Ebenhöch (* 1747) Registrator im k.k. Gubernium Prag.
Das Ehepaar Johann Georg Nußbaumer und Charitas geborene Ebenhöch hatte sieben Kinder, fünf Söhne und zwei Töchter. Zwei der Söhne starben als Kinder in Plaß an Scharlach. Zu den Kindern ist bekannt: Charitas Josefine Nussbaumer (* 9. Dezember 1830 in Plaß), Wilhelm Nußbaumer, (* 27. Dezember 1836 in Plaß), Anton Nußbaumer, († nach 1907) in Eger (Cheb), Mathilde Nußbaumer, verehelicht mit einem Dr. Zimmer und Karl Nußbaumer.